# Trois Tombes pour Quintana
Pour les articles homonymes, voir Quintana.
Pour plus de détails, voir Fiche technique et Distribution.
Trois Tombes pour Quintana (Quintana) est un western spaghetti italien réalisé par Vincenzo Musolino et sorti en 1969.

## Synopsis
Le tyrannique gouverneur d'une province mexicaine, Don Juan de Leyra, fait face depuis quelque temps à une résistance en la personne de Quintana, dont la tête a été mise à prix. Sous le prétexte de l'attaque de quatre soldats, Don Juan fait arrêter Manuel, le fiancé de la riche héritière Virginia, car il a lui-même des vues sur sa personne et sa fortune. Quintana intervient et parvient à libérer Manuel ; Don Juan s'empare alors de Virginia pour la forcer à se marier, ce qui provoque la jalousie de Perla, la maîtresse de Don Juan. Elle cherche à collaborer avec Manuel pour faire sortir Virginia. Mais en tentant de le faire, Manuel est lui aussi capturé. Les préparatifs du mariage battent leur plein.
Informé par un prêtre de ce qui se passe, Quintana rassemble plusieurs hommes et part pour éviter le pire. Ils trouvent Manuel mort, tué par Don Juan qui n'a pas tenu parole ; les combats entre les insurgés et les soldats de Don Juan perturbent d'abord la cérémonie de mariage, qui est ensuite interrompue. Don Juan finit par mourir dans le duel final avec Quintana.

## Fiche technique
- Titre français : Trois Tombes pour Quintana[1]
- Titre italien : Quintana[2]
- Réalisateur : Vincenzo Musolino (sous le nom de « Glenn Vincent Davis »)
- Scénario : Vincenzo Musolino
- Photographie : Vitaliano Natalucci
- Montage : Enzo Alabiso
- Musique : Felice Di Stefano
- Décors : Giovanni Fratalocchi
- Costumes : Claudio Giambanco
- Maquillage : Romolo Sensoli
- Production : Vincenzo Musolino
- Société de production : Intercontinental Production
- Pays de production :  Italie
- Langues originales : italien
- Format : Couleurs - 2,35:1 - Son mono - 35 mm
- Durée : 89 minutes
- Genre : Western spaghetti
- Dates de sortie :
  - Italie : 1969 (visa délivré le 4 juin 1969[2])
  - France : 21 mars 1973[1]

## Distribution
- Antonio Dimitri (it) (sous le nom de « George Stevenson ») : José Quintana
- Femi Benussi : Donna Virginia De Rama
- Ignazio Spalla (sous le nom de « Pedro Sanchez ») : Frère Mansueto
- Aldo Bufi Landi (sous le nom de « John Levery ») : Don Juan De Leyva
- Marisa Traversi : Perla
- Celso Faria : Don Manuel De La Loma
- Alberto Conversi : Alvarez
- Spartaco Conversi : Rodrigo
- Antonietta Fiorito